# Marina Helou
Marina Helou (São Paulo, 25 de agosto de 1987) é uma administradora e política brasileira, filiada à Rede Sustentabilidade (REDE). Exerce o cargo de deputada estadual por São Paulo desde 15 de março de 2019, tendo sido eleita em 2018 e reeleita em 2022. 
É autora de diversas leis no estado de São Paulo, entre elas, a Lei que proíbe celulares nas escolas do Estado de São Paulo, Política Estadual Pela Primeira Infância (PEPI), a Lei Criança Primeiro, que prevê a prioridade de investigação de tentativas e homicídios de crianças e adolescentes no território paulista e da Lei que cria a Política de Manejo do Fogo, como forma de combater os incêndios florestais no estado de São Paulo. Além disso, Helou é presidente do Comitê Paulista pela Prevenção de Homicídios na Adolescência - uma parceria com o Unicef e com o Governo do Estado de São Paulo que tem como objetivo construir políticas públicas para combate à morte violenta de jovens. 
Marina Helou também foi uma das protagonistas da luta para que o governo de São Paulo colocasse as grávidas e lactantes como grupo prioritário da vacinação da Covid-19. Foi reeleita em 2022 e está no seu segundo mandato como deputada estadual de São Paulo e segue tendo como pautas prioritárias a luta pelas crianças, mulheres e meio ambiente, além da segurança sempre com a participação das pessoas na política.

## Biografia
Nascida e criada na cidade de São Paulo, Marina Helou é casada, mãe do Martin, de 4 anos, e da Lara, de 2 anos. Ela viu na política uma forma de transformar a sociedade com a participação das pessoas, sendo adepta a boa política. 
Estudou na escola Waldorf Rudolf Steiner, formou-se em administração pública pela Fundação Getúlio Vargas (EAESP-FGV), e se especializou em negócios e sustentabilidade pela Fundação Dom Cabral/Cambridge University. 
Antes da vida pública passou pela iniciativa privada. Trabalhou oito anos na Natura com foco no desenvolvimento humano, onde criou a área de diversidade da empresa. Também foi fundadora da Rede Empresarial de Inclusão Social e co-fundadora do movimento Vote Nelas. 

## Trajetória política
Marina Helou foi eleita deputada estadual por São Paulo em 2018, mas a primeira disputa para um cargo público foi em 2016 como vereadora de São Paulo pela Rede Sustentabilidade, recebendo 16.212 mil votos, não sendo eleita naquele ano. 
Não veio de família de político, nem pensava em estar na política. Mas após entender o poder transformador da política se aproximou de movimentos de renovação. É Jovem Raps 2015, Líder Raps 2016 e Líder Pública Raps/Lemann. Além de ser uma das lideranças apoiadas pelo movimento RenovaBR. Atuou também na Bancada Ativista e no Movimento Acredito e, em 2017, coordenou a coalizão Nova Democracia.
Nas eleições de 2020, candidatou-se ao cargo de prefeita de São Paulo, recebendo 22.073 votos. Foi a candidata mais jovem ao cargo da história da cidade.
Em 2022, foi candidata novamente a Deputada Estadual e recebeu 85.517 votos, se reelegendo Deputada por São Paulo. 

## Proibição dos Celulares nas Escolas
Em dezembro de 2024, São Paulo sancionou a Lei nº 18.058, que proíbe o uso de celulares, tablets, relógios inteligentes e dispositivos similares em escolas públicas e privadas durante todo o dia letivo. A medida, de autoria da deputada Marina Helou, foi aprovada por unanimidade na Assembleia Legislativa e sancionada pelo Governador Tarcísio de Freitas, passando a vigorar a partir de 2025.
Devido à repercussão da lei estadual, também foi aprovado e sancionado, no âmbito federal, o projeto de proibição dos celulares nas escolas, de autoria do deputado Alceu Moreira, apresentado originalmente em 2015. A principal diferença entre as duas iniciativas reside no método de armazenamento dos aparelhos: enquanto a lei estadual obriga as escolas a reter e armazenar os celulares dos alunos antes do início do dia letivo, a lei federal orienta que os estudantes guardem os dispositivos em suas mochilas durante o período escolar.
A medida, embora tenha sido justificada com base na necessidade de reduzir distrações e melhorar o desempenho acadêmico, enfrenta controvérsias. Críticos argumentam que a proibição se fundamenta em estudos insuficientes, podendo limitar o acesso dos alunos a recursos digitais essenciais e prejudicar o desenvolvimento de competências tecnológicas. Em decorrência dessas dúvidas, Marina Helou chegou a recorrer ao Ministério Público para que a Secretaria de Educação obrigue as escolas a cumprirem determinados trechos da lei que ela propôs. Além disso, uma petição que alcançou 1,5 milhão de assinaturas pedia uma regulamentação pedagógica, e não a proibição total dos aparelhos móveis.

## Participação
Todos os anos de mandato, Marina Helou abriu o edital de emendas para que as pessoas de várias cidades do estado de São Paulo pudessem escolher os melhores projetos para onde seriam destinados os recursos que ela, enquanto deputada, tem direito de destinar para projetos e cidades.

### Desempenho em eleições
| Ano  | Eleição                | Partido | Candidata a       | Votos  | %     | Resultado  |
| ---- | ---------------------- | ------- | ----------------- | ------ | ----- | ---------- |
| 2016 | Municipal de São Paulo | REDE    | Vereadora         | 16.212 | 0,30% | Não Eleita |
| 2018 | Estaduais em São Paulo | REDE    | Deputada Estadual | 39.839 | 0,19% | Eleita     |
| 2020 | Municipal de São Paulo | REDE    | Prefeita          | 22.073 | 0,41% | Não Eleita |
| 2022 | Estaduais em São Paulo | REDE    | Deputada Estadual | 85.517 | 0,37% | Eleita     |